# Гриббе, Николай Карлович
Никола́й Ка́рлович Гри́ббе (13 [25] августа 1800 — 10 мая 1865, Москва) — русский военачальник, генерал-лейтенант. Участник Польской кампании 1830-1831 гг. и Крымской войны. Командир Московского внутреннего гарнизонного батальона.

## Биография
Родился 25 августа 1800 года в семье штаб-лекаря Министерства Внутренних Дел при Иркутской медицинской управе Карла Федоровича Гриббе. В 16 лет поступил в Дворянский полк, откуда был выпущен в 1819 году прапорщиком в Гренадерский графа Аракчеева полк в системе Военных поселений.
В 1824 году, являясь поручиком той же воинской части, попал в опалу за «подачу рапорта баталионному командиру с дерзкими будто выражениями», за что был приговорён к разжалованию в солдаты без выслуги. Приговор попыталась оспорить мать Гриббе, обратившаяся с ходатайством о смягчении приговора к графу Аракчееву через свою покровительницу, графиню Орлову, однако тот отверг прошение, сославшись на решение военного суда. По итогу приговор был заменён на полугодовое заточение в крепости с последующим сохранением чина и выслуги.
Будучи майором Аракчеевского полка, принимал участие в подавлении Польского восстания и, в частности, в осаде и штурме Варшавы. За офицерскую доблесть, проявленную при штурме польской столицы, был награждён золотой полусаблей «За храбрость» и знаком отличия за военное достоинство III-й степени. За выслугу 25 лет в офицерских чинах был награждён орденом Святого Георгия IV-й степени в 1844 году (№ 5594 по списку Григоровича — Степанова). На 1846 год числился командиром Московского Внутреннего Гарнизонного батальона. 20 [8] октября 1850 года был внесён во II часть ДРК Рязанской губернии.
17 [29] марта 1853 года был назначен командиром 46-го Днепровского пехотного полка, а 6 [18] декабря был произведён в генерал-майоры. Руководил этой воинской частью во время Дунайской компании. 14 [26] ноября 1854 года был повышен до командира 1-й бригады 17-й пехотной дивизии. Руководил формированием во время Балаклавского сражения. За отличие у Балаклавы был награждён орденом Святого Станислава I степени. Участвовал в битве у Чёрной речки, где был ранен в ногу и контужен.
В 1856 году получил в своё владение имение Останково, Зарайского уезда на безвозмездной основе от своего племянника — поручика Григория Жаглевского. Отправлен в отставку с производством в генерал-лейтенанты в июле 1861 года. Скончался 28 апреля [10 мая] 1865 года в Москве в возрасте 64 лет. Похоронен на территории Новоспасского монастыря у Москвы-реки.

## Награды
- Орден Святой Анны I степени с мечами[7] (1855) — пожалован за отличие при сражении у Чёрной речки
- Орден Святого Станислава I степени (1854) — пожалован за отличие в битве у Балаклавы
- Знак отличия беспорочной службы за XXX лет (1849)
- Орден Святого Владимира III степени (1850)
- Орден Святого Георгия IV степени (1844) — за 25 лет безупречной службы
- Орден Святого Владимира IV степени с бантом (1831)
- Золотая полусабля «За храбрость» (1831) — за отличие при взятии Варшавы
- Орден Святой Анны III степени с бантом (1831)
- Польский знак отличия за военное достоинство III степени (1831)
- Тройное жалование (1821), (1834)

## Семья
В семье был старшим ребёнком и имел двух братьев: Александра и Густава.
- Александр Карлович (1806 — 1876) — военный по образованию. Служил в Аракчеевском полку вместе с Николаем в 1822—1836 гг. Автор мемуаров об Аракчееве и военных поселениях. По окончании службы — полковник. После отставки жил в Старой Руссе. Был близко знаком с писателем Федором Михайловичем Достоевским, семье которого сдавал в аренду свою дачу. После смерти Гриббе чета писателя выкупила вышеназванное здание, строение которого было вскоре описано в романе «Братья Карамазовы», как дом Федора Карамазова[8].
- Густав Карлович (1810) — военный. Образование получил в Дворянском полку. Служил в Гренадерском полку наследника принца Прусского. Ушел в отставку в 1837 году в чине Штабс-Капитана. После отставки дослужился до Коллежского асессора. Служил в Тобольских и Томских учреждениях[источник не указан 55 дней]. Имел сыновей:

Сам Николай Карлович был женат на княжне Екатерине Егоровне Мещерской (1802) первым браком. В 1849 году вновь женился на своей племяннице — Александре Давыдовне Жаглевской (17 мая 1827).